# Fontaine-la-Soret
Fontaine-la-Soret település Franciaországban, Eure megyében. Lakosainak száma 388 fő (2018. január 1.). Fontaine-la-Soret Aclou, Brionne, Carsix és Nassandres községekkel határos.

## Népesség
A település népességének változása:
| Lakosok száma | 486  | 431  | 382  | 361  | 362  | 402  | 387  | 384  | 386  | 388  |
|               | 1968 | 1975 | 1982 | 1990 | 1999 | 2011 | 2013 | 2015 | 2017 | 2018 |